# 富西線
富西線（ふせいせん、中国語: 富西铁路）は中華人民共和国の中国鉄路ハルビン局の鉄道路線。 黒竜江省チチハル市富裕県の富裕駅と大興安嶺地区漠河市の古蓮駅を連絡している全長860 kmの路線である。

## 概要
富裕 - 嫩江間の富嫩線と嫩江 - 古蓮間の嫩林線からなる。富嫩線は1930年に建設開始、1936年に開業した。嫩江駅で嫩黒線と、ジャグダチ駅で伊加線と連絡する。途中内モンゴル自治区を経由しつつ、中国最北の地である漠河市に向かう。終点の古蓮駅からさらに古洛線が続いている。

## 沿革

### 年表
- 1930年
  - 4月 - 斉克鉄路が寧年 - 拉哈間で起工する[2]。なお、斉克鉄路は省有であった[2]。
  - 11月 - 寧年 - 拉哈間で竣工し、同月中に営業を開始する[2]。
- 1933年（大同2年）
  - 2月9日 - 満洲国政府が斉克鉄路を収用し、寧哈線（寧年 - 拉哈）を含む満洲国国有鉄道の経営を南満洲鉄道に委託する[3]。また、拉訥線（拉哈 - 訥河）の建設を委託する[4]。
  - 3月1日 - 委託経営が開始され、寧年（ネイネン） - 拉哈（ラハ）間が訥河線となる[5]。
  - 12月1日 - 拉哈 - 訥河（ノウホ）間が開通し、訥河線となる[5]。
  - 12月 - 訥墨線（訥河 - 墨爾根）の建設が委託される[4]。
- 1937年（康徳4年）
  - 4月1日 - 訥河 - 墨爾根間で寧墨線として仮営業が開始される[5]。
  - 7月1日 - 訥河 - 墨爾根（メルゲン）間で本営業が開始され、寧年 - 墨爾根間が寧墨線となる[5]。
- 1940年（康徳7年）12月15日 - 墨爾根 - 霍龍門（カクリュウモン）間での本営業開始に伴い、寧年 - 霍龍門間が寧霍線となる[5]。
- 1941年（康徳8年）5月1日 - 墨爾根駅が嫩江（ノンジャン）駅に改称される[6]。